# Bedero Valcuvia
Bedero Valcuvia är en ort och kommun i provinsen Varese i regionen Lombardiet i Italien. Kommunen hade 646 invånare (2018).